# Fariz Rustam Munaf
Fariz Rustam Munaf conocido también como Fariz RM (nacido en Yakarta, el 5 de enero de 1959) es un cantante y músico indonesio. Es hijo de la pareja formada Roestam Moenaf, cantante RRI de Yakarta y Hj. Anna Reijnenberg, una reconocida artista.

## Carrera
Desde la infancia, Fariz ha incursionado en la música. Su madre era pianista, además, Fariz también estudió piano en Sunarto Sunaryo junto al profesor Charlotte Sutrisno JP. Su carrera musical comenzó a los 12 años, cuando sus amigos, Debby y Odink Nasution, formaron una banda denominada "Jóvenes Gitanos" que interpretaban géneros musicales como el blues y el rock. Por otra parte, Fariz ha trabajado con Addie MS, Soetama Adjie, y RN Fe para crear un evento de despedida y opereta junto a un grupo escolar de vocales.
Esto lo llevó a iniciarse en la carrera música profesional, comenzó a incursionarse a partir de 1977. Fariz RM junto a Adjie Soetama, Noor Raidy, MS Addie, y Fawzi Ikang, este último quien era su amigo de la escuela, participó en un concurso de canto de la Juventud, celebrada gracias a los avisos anunciados de una radio de Yakarta. Si bien salió en tercer lugar, las ofertas de varias bandas comenzaron a llegar.

## Vida personal
Fariz se casó con Diana Oneng Riyadini, una exmodelo de Semarang, en Java Central a fines de 1989. Al poco tiempo tuvieron una hija, quien falleció recién nacida. Dos años más tarde, la pareja tuvo dos hijas gemelas, Ravenska Atwinda Difa y Rivenski Atwinda Difa que nacieron el 26 de octubre de 1991. Las gemelas tienen una hermana menor, Avia Syavergio Difaputra nacida el 11 de septiembre de 1998.

## Discografía

### Álbumes en solitario
- 1979 - Selangkah ke Seberang
- 1980 - Sakura
- 1981 - Panggung Perak
- 1982 - Peristiwa 77-81
- 1983 - Fariz & Mustaka
- 1984 - Peristiwa 81-84
- 1985 - Musik Rasta
- 1987 - Do Not Erase (Nada Kasih)
- 1988 - Living In Western World (Barcelona)
- 1989 - Fariz Hitz (New Sakura)
- 1989 - Fashionova
- 1990 - Cover Ten
- 1992 - Balada
- 1993 - Romantic
- 1996 - Dongeng Negeri Cinta
- 1997 - Super Medley
- 1998 - Kronologi
- 2001 - Dua Dekade
- 2002 - Mix!
- 2006 - Curse on Cozmic Avenue

### Álbum de duetos
- 1991 - Gala Premiere (w/ Jacob Kembar)
- 1992 - Asean Skies (w/ Janet Arnaiz)
- 1993 - Tabu (w/ Renny Djajoesman)